# Trite ornata
Trite ornata là một loài nhện trong họ Salticidae.
Loài này thuộc chi Trite. Trite ornata được William Joseph Rainbow miêu tả năm 1915.